# Рут Хоган
Рут Хоган (на английски: Ruth Hogan) е английска писателка на бестселъри в жанра съвременен роман и драма.

## Биография и творчество
Рут Мари Хоган е родена на 12 януари 1961 г. в Бедфорд, Англия. Има брат и сестра. Майко ѝ работи в книжарница и тя от малка е запален читател. Завършва с бакалавърска степен английска филология и драма в колежа „Голдсмитс“ на Лондонския университет. След дипломирането си работи в продължение на десет години в администрацията на Бедфорд като специалист по човешки ресурси. След като преживява тежка автомобилна катастрофа увредила гръбнака ѝ, работи на непълен работен ден като рецепционист на остеопат. В свободното си време започва да преследва мечтата си да пише. През 2012 г. заболява от рак на гърдата и се подлага на химиотерапия. В периода на ремисия пише първия си роман.
Първият ѝ роман „Дом за изгубени неща“ е публикуван през 2017 г. Писателят Антъни Пеърдю съхранява пази в красивата си викторианска къща хиляди вещи на непознати хора с надеждата, че един ден ще открие някои от собствениците им и пише разкази за отделните находки. Преди да умре завещава къщата и вещите на разведената Лора, негова секретарка и помощница, с молба да да се опита да открие някои от притежателите. С помощта на новите си приятели тя се впуска да изпълни желанието му. Романът става бестселър и е публикуван в повече от 30 страни по света.
През 2018 г. е издаден вторият ѝ роман „Мъдростта на Сали „Червените обувки“.
Рут Хоган живее със семейството си във викторианска къща в Бедфорд.

## Произведения

### Самостоятелни романи
- The Keeper of Lost Things (2017)
Дом за изгубени неща, изд.: ИК „Обсидиан“, София (2017), прев. Надя Баева
- The Wisdom of Sally Red Shoes (2018)